# Рюей Малмезон
 Тази статия е за града във Франция.  За кантона вижте Рюей Малмезон (кантон).  
Рюей Малмезон (на френски: Rueil-Malmaison) е град във Франция. Населението му е 78 195 жители (по данни от 1 януари 2016 г.), а площта 14,70 кв. км. Намира се на 12,60 км от центъра на Париж. В града са базирани множество френски и международни компании, като има 70 компании с над 100 служители във всяка.